# فلاديسلاف فيدوتوف
فلاديسلاف فيدوتوف (بالروسية: Федотов, Владислав Валерьевич)‏ هو لاعب كرة قدم بيلاروسي في مركز الوسط، ولد في 8 فبراير 1997 في مالادزيشنا في بيلاروس. شارك مع منتخب بيلاروسيا تحت 21 سنة لكرة القدم. أما مع النوادي، فقد لعب مع FC Isloch Minsk Raion ‏.

## وصلات خارجية
- فلاديسلاف فيدوتوف على موقع قاعدة بيانات كرة القدم.إي يو (الإنجليزية)
- فلاديسلاف فيدوتوف على موقع Soccerway.com (الإنجليزية)